# HD172111
HD172111 — хімічно пекулярна зоря спектрального класу F2, що має видиму зоряну величину в смузі V приблизно  8,5.
Вона  розташована на відстані близько 616,6 світлових років від Сонця.